# Елизабет Шарлота фон Золмс-Зоненвалде
Елизабет Шарлота фон Золмс-Зоненвалде (на немски: Elizabeth Charlotte zu Solms-Sonnewalde; * 1621; † 17 януари 1660 или 1666) е графиня от Золмс-Зоненвалде-Лаубах-Поух и чрез женитби господарка на Раполтщайн в Елзас и графиня на Лайнинген-Дагсбург-Емихсбург.
Тя е дъщеря на граф Хайнрих Вилхелм И фон Золмс-Зоненвалде-Поух (1583 – 1632) и съпругата му Мария Магдалена фон Йотинген-Йотинген (1600 – 1636), дъщеря на граф Лудвиг Еберхард фон Йотинген-Йотинген и графиня Маргарета фон Ербах.

## Фамилия
Елизабет Шарлота фон Золмс-Зоненвалде се омъжва на 10 или 20 май 1640 г. за граф Георг Фридрих фон Раполтщайн (* 14 юли 1594; † 30 август 1651 в Страсбург). Тя е втората му съпруга. Те имат децата:
- Агата Мария (1641 – 1642)
- Анна Елизабет фон Раполтщайн (* 7 март 1644, Раполтщайн; † 6 декември 1676, Ландау), наследничка на Раполтщайн, омъжена на 2 юли 1658 г. за Кристиан Лудвиг фон Валдек-Пирмонт (1635 – 1706)
- Лудвиг Еберхард (1647 – 1647)
- Сибила Шарлота (1648 – 1648)
- Вилхелм Фридрих (1650 – 1650)

Елизабет Шарлота фон Золмс-Зоненвалде се омъжва втори път път 1658 г. за граф Йохан Филип III фон Лайнинген-Дагсбург-Емихсбург (* 1622; † 19 февруари 1666). Те имат една дъщеря:
- Мария Магдалена (* 1659)